# Mo Alie-Cox
Mohamed Alie-Cox (Alexandria, 19 settembre 1993) è un giocatore di football americano statunitense che milita nel ruolo di tight end per gli Indianapolis Colts della National Football League (NFL). Non selezionato al Draft NFL 2017, firmò come undrafted free agent con i Colts. Al college ha giocato a pallacanestro per VCU.

## Carriera universitaria
Alie-Cox frequentò la Virginia Commonwealth University dal 2012 al 2016, e giocò a pallacanestro per i VCU Rams. Al college ebbe un'ottima carriera, giocò in 142 partite (103 da titolare), e totalizzò 1 092 punti, 663 rimbalzi, 87 palle rubate, 112 assist e 255 blocchi in 3 222 minuti. Nelle ultime tre stagioni giocò per una media di 25 minuti a partita. Alie-Cox aiutò i Rams a vincere il primo titolo Atlantic 10 nella storia della scuola, inoltre detiene il record scolastico di percentuale migliore sui tiri.

## Carriera professionistica

### Indianapolis Colts
Il 21 aprile 2017 Alie-Cox firmò con gli Indianapolis Colts, nonostante non avesse giocato a football americano a livello agonistico dalla sua stagione da freshman alle scuole superiori. Il 5 agosto 2017 venne inserito in lista infortunati dopo aver sofferto un infortunio alla gamba. Fu svincolato l'11 agosto 2017 e rifirmò con la squadra di allenamento il 7 ottobre dello stesso anno. Il 1º gennaio 2018 firmò un nuovo contratto con riserva con i Colts.
Il 1º settembre 2018 Alie-Cox venne svincolato dai Colts e ripreso nella loro squadra di allenamento il giorno seguente. Venne promosso alla prima squadra il 28 settembre 2018. Debuttò come professionista nella partita del quarto turno contro gli Houston Texans in cui ricevette un passaggio da 17 yard. Alie-Cox venne svincolato dai Colts il 3 ottobre 2018 e ripreso nella squadra di allenamento. Venne promosso alla prima squadra il 12 ottobre 2018. Il 28 ottobre 2018, nell'incontro dell'ottavo turno contro gli Oakland Raiders, Alie-Cox segnò il suo primo touchdown in carriera, ricevendo nella end zone un passaggio da 26 yard dal quarterback Andrew Luck, che portò i Colts in vantaggio già nei primi minuti della partita. I Colts vinsero 42–28. Terminò la stagione 2018 con nove presenze (una da titolare), sette ricezioni per 133 yard e due touchdown.